# Das Herz der Lilian Thorland
Das Herz der Lilian Thorland er en tysk stumfilm fra 1924 af Wolfgang Neff.

## Medvirkende
- Esther Carena
- Evi Eva
- Hermann Picha
- Hermann Vallentin
- Oskar Marion
- Heinrich Schroth
- Karl Falkenberg